# Palacio de Friedrichsfelde
El Palacio de Friedrichsfelde (en alemán: Schloss Friedrichsfelde) es un edificio de estilo neoclásico en el centro del Tierpark de Berlín en Berlín-Friedrichsfelde. Fue propiedad de varios nobles prusianos y ocasionalmente propiedad de los reyes de Prusia. Actualmente, el palacio ofrece exhibiciones sobre su historia y es un lugar para conciertos musicales.

## Historia del palacio
Construido inicialmente en torno a 1695 por el arquitecto Johann Arnold Nering como Palacio Rosenfelde, el edificio recibió su nombre actual en 1699 desde que Federico I de Prusia se hizo con la posesión del palacio. En 1719, el arquitecto Martin Heinrich Böhme amplió las dimensiones del edificio en nombre de su nuevo propietario, el Margrave Alberto Federico de Brandeburgo-Schwedt, un hermanastro del último rey. Así, el Palacio de Friedrichsfelde fue equipado con una nueva escalera barroca y el tamaño de la fachada fue ampliado. En 1762, el edificio pasó a ser propiedad del Príncipe Augusto Fernando de Prusia, el hermano menor de Federico el Grande. Tenía la intención de modificar y ampliar completamente el palacio. Sin embargo, descartó sus planes sobre el Palacio de Friedrichsfelde y los usó para la construcción del Palacio de Bellevue en el Tiergarten de Berlín. Después de trasladarse ahí en 1786, vendió el Palacio de Friedrichsfelde al exiliado Duque de Curlandia, Peter von Biron, quien rediseñó el salón de baile en la planta superior en estilo neoclásico. Vendido varias veces en el curso de las siguientes décadas, el Palacio de Friedrichsfelde recibió su apariencia neoclásica en 1800. En el verano de 1816, Carl de Treskow adquirió el edificio y contrató al arquitecto paisajista prusiano Peter Joseph Lenné para transformar el parque del palacio en un jardín inglés.
El palacio permaneció en posesión de la familia Tresckow hasta mayo de 1945, cuando el Ejército Rojo conquistó el palacio. El edificio superó la II Guerra Mundial con pocos daños. La restauración del Palacio de Friedrichsfelde empezó en 1967. Desde 1981, el edificio es utilizado para conciertos musicales y como museo.

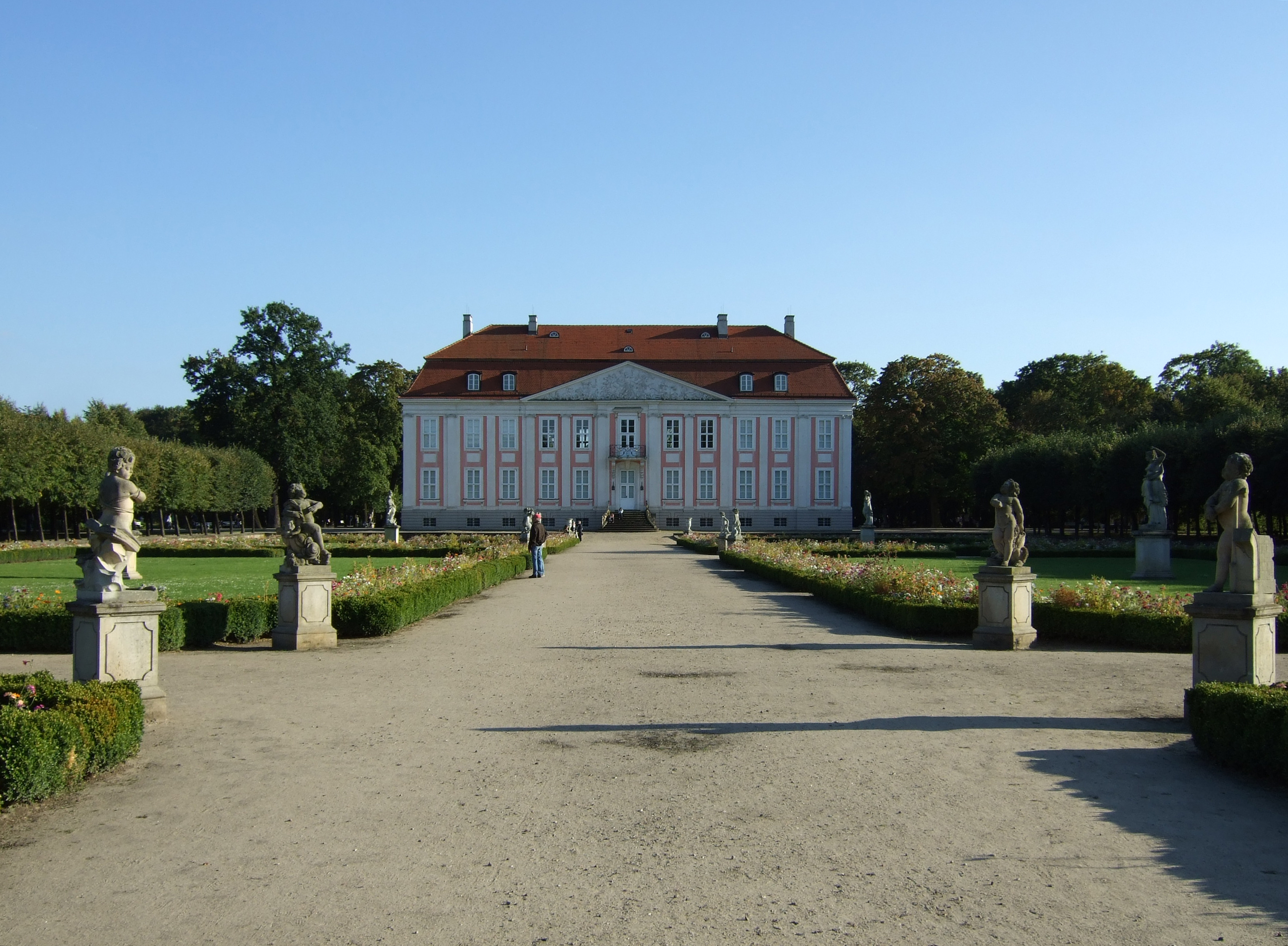
Jardín del palacio
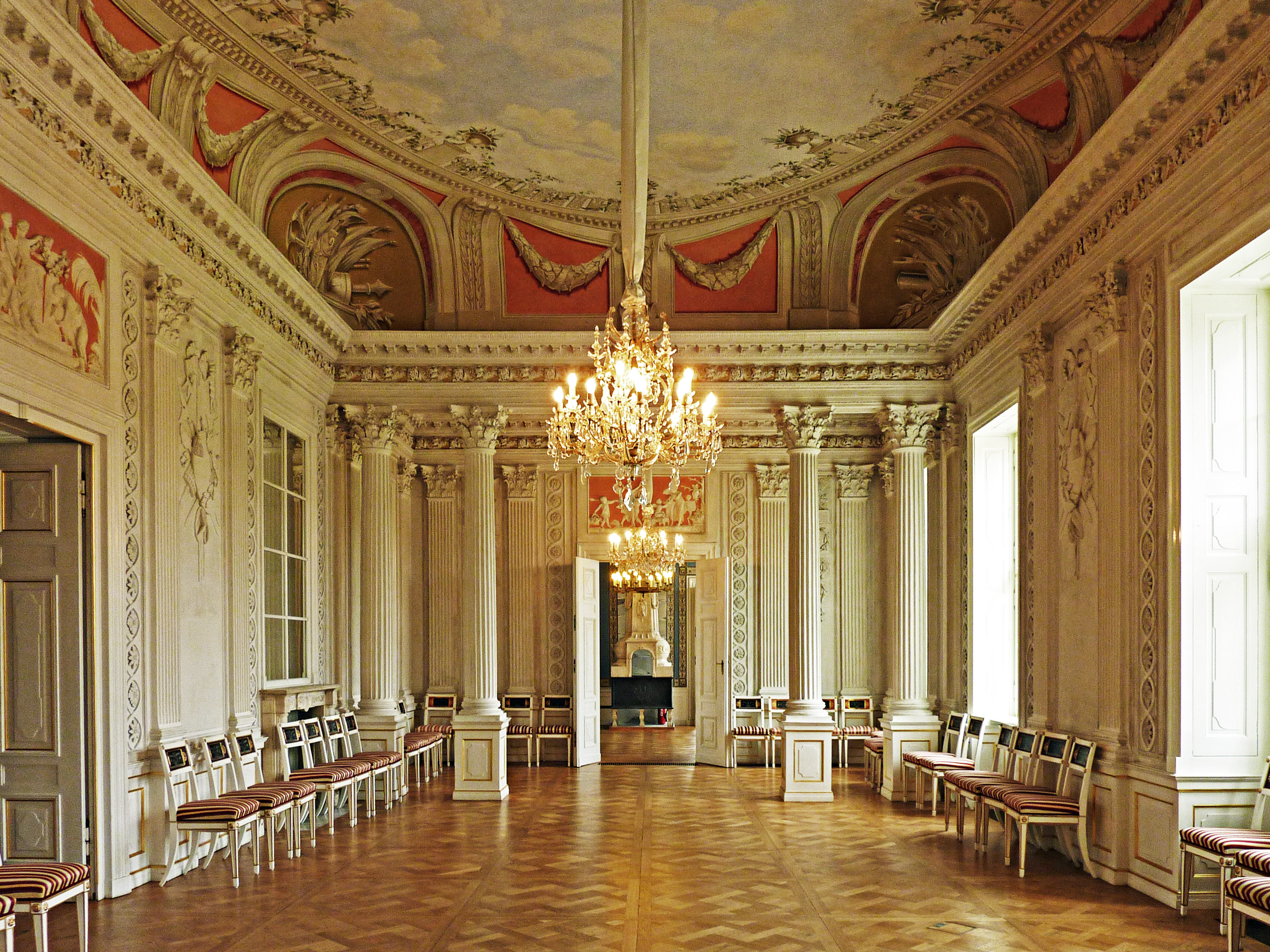
Salón de baile
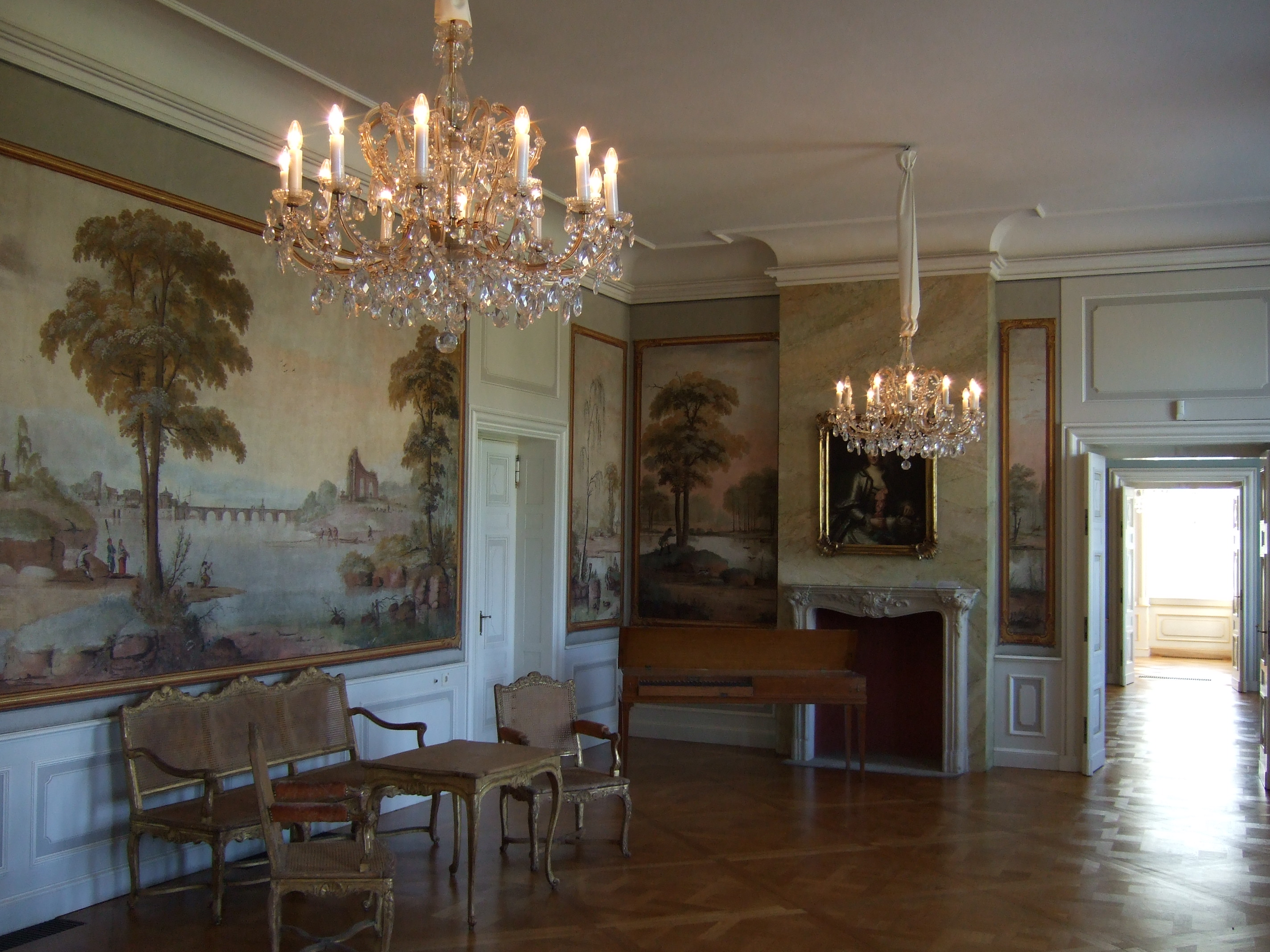
El Gartensaal, interior del edificio
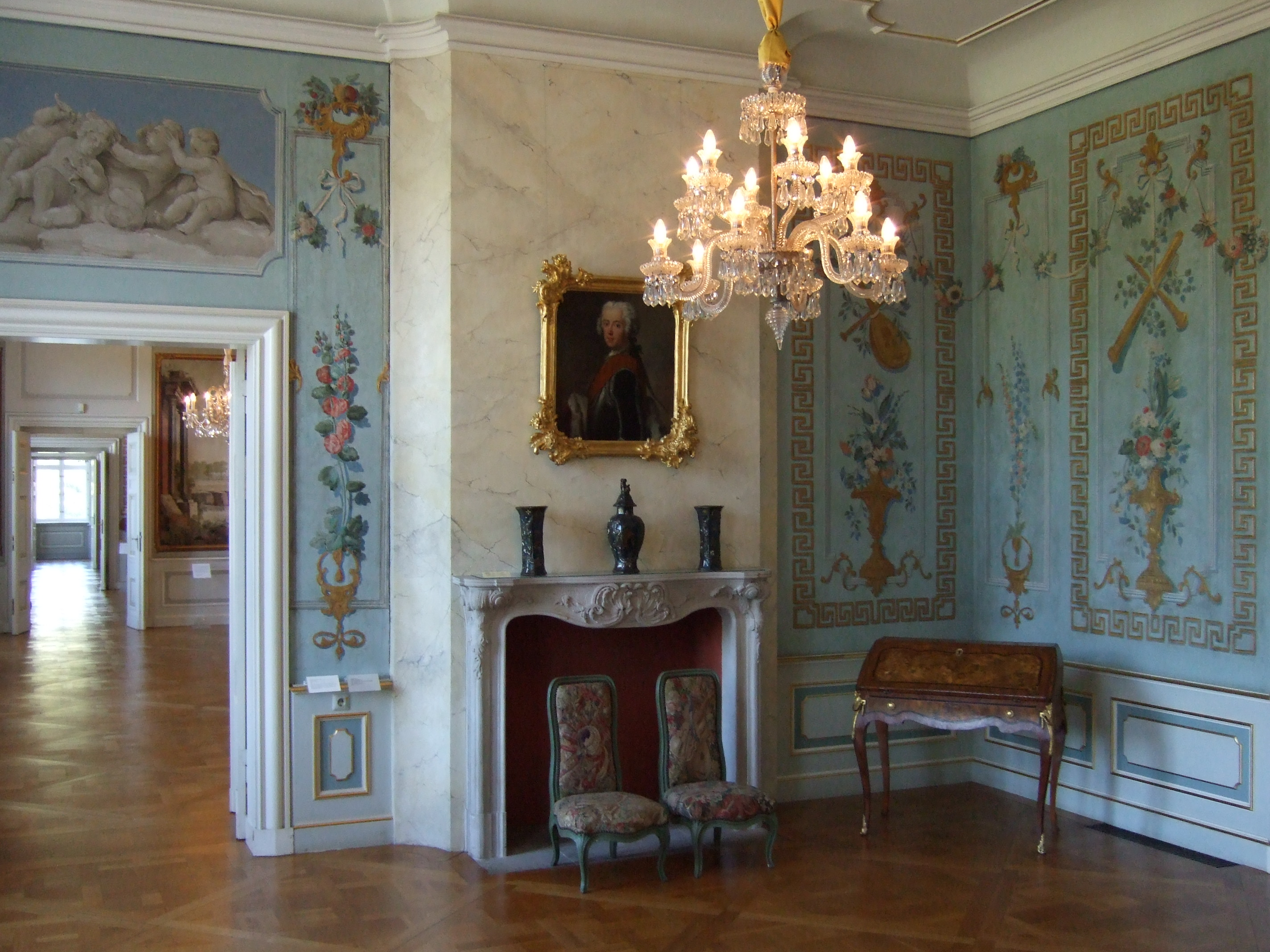
La sala de música con murales del siglo XVIII
Friso sobre la entrada principal